# 恋のトリセツ〜フンナムとジョンウムの恋愛日誌〜
『恋のトリセツ～フンナムとジョンウムの恋愛日誌～』（こいのトリセツ フンナムとジョンウムのれんあいにっし、原題：훈남정음）は、2018年5月23日から2018年7月19日までSBSで放送されていた韓国のテレビドラマである。

## 登場人物

### 主要人物
- カン・フンナム：ナムグン・ミン[2]

トイギャラリーの経営者。
- ユ・ジョンウム：ファン・ジョンウム[3]

結婚相談所のマネージャー。元飛び込み競技の選手。
- チェ・ジュンス：チェ・テジュン[4]

医師。ジョンウムの幼馴染。

### フンナムの周辺人物
- シン・ユクリョン：チョン・ムンソン

フンナムの従弟。
- チャーリー：チョ・ダルファン

フンナムの友人。
- イ・スジ：ジュヨン（元AFTERSCHOOL）[5]

韓国水泳協会会長の娘。
- カン・ジョンド：ナム・ギョンウブ

フンナムの父親。
- コ・ウンニム：シム・へジン

フンナムの母親。

### ジョンウムの周辺人物
- ユ・スンリョル：イ・ムンシク

ジョンウムの父親。
- ヤン・ソニ：オ・ユナ

飛び込み競技のコーチ。
- ポン・ソンファ：ペク・ジウォン

結婚相談所のチーム長。

## 賞とノミネート
| 年度 | 賞          | カテゴリー   | 受賞者             | 結果       |
| ---- | ----------- | ------------ | ------------------ | ---------- |
| 2018 | SBS演技大賞 | 最優秀女優賞 | ファン・ジョンウム | ノミネート |